# Hasan İzzettin Dinamo
Hasan İzzettin Dinamo, né en 1909 à Akçaabat (Trabzon) et mort le 20 juin 1989 à Istanbul est un poète et écrivain turc.

## Biographie
Il naît en 1909 dans le quartier Akçaabat de Trabzon. Son père et son frère aîné, qui sont soldats, sont morts dans le district de Sarıkamış à Kars en 1915 pendant la Première Guerre mondiale. Sa mère étant décédée en 1917, il grandit dans les orphelinats de Samsun, d'Amasya et d'Istanbul,.
Il est diplômé de l'école de formation des enseignants de Sivas en 1931. Il travaille comme enseignant à Adıyaman pendant une courte période. Plus tard, il s'inscrit au département de peinture de l'Institut universitaire d'éducation de Gazi à Ankara. Il est arrêté pour avoir préparé une déclaration intitulée « O organisations ouvrières et paysannes turques » le 24 avril 1935, peu avant d'avoir obtenu son diplôme de dernière année, avant ses examens finaux. Au moment de son arrestation, il est jugé pour « critique du gouvernement et propagation du communisme » pour son poème inédit intitulé 'TRAIN', qu'il écrit en 1930. Il est emprisonné à la prison d'Ankara pendant quatre ans entre 1935 et 1939. Il est également interdit d'enseignement et de service public,,.
Il est emprisonné pendant un an en 1944 pour son poème République socialiste de Turquie et pendant six mois en 1955 pour le pogrom d'Istanbul.
Parallèlement aux articles et poèmes qu'il a écrit dans les journaux et magazines, il vit également sous une surveillance constante tout au long de sa vie,.
Il meurt à Istanbul le 20 juin 1989. Sa tombe se trouve au cimetière Florya Şenlikköy.

## Personnalité littéraire
Hasan İzzettin Dinamo est l'un des écrivains réalistes socialistes de la génération de la littérature turque des années 1940. Son œuvre reflète les enjeux sociaux des dernières périodes de l’Empire ottoman et des années fondatrices de la république de Turquie. Dans ses poèmes, il traite du désir de liberté, de l'antifascisme, de la pauvreté, du désir, de la solitude, de la paix et de l'opposition à la guerre. Il devient un écrivain anti-guerre et pacifiste en raison des conséquences négatives causées par les années de guerre dans son enfance, de la perte de sa famille, du fait d'avoir grandi dans un orphelinat et vécu en prison,,,.
En 1977, il remporte le prix du roman Orhan-Kemal pour son ouvrage Sainte Paix.

## Publications

### Romans
- 1967 : Kutsal İsyan (Sainte Rébellion)
- 1968 : Ateş Yılları (Des années de feu)
- 1968 : Savaş ve Açlar (Guerre et faim)
- 1973 : Öksüz Musa (Moïse orphelin)
- 1974 : Musa’nın Mapushanesi (La prison de Moussa)
- 1976 : Koyun Baba (Père mouton)
- 1976 : Kutsal Barış (Sainte Paix) (1977 Prix du roman Orhan-Kemal)
- 1976 : Musa’nın Gecekondusu (La cabane de Moïse)
- 1980 : Açlık (Faim)
- 1981 : Türk Kelebeği (Papillon turc)
- 1983 : Adalet Sıtması (Justice Paludisme)
- 1988 : Anadolu’da Bir Yunan Askeri (Un soldat grec en Anatolie)
- 1994 : Sübyan Koğuşu (Service bébé)

### Poèmes
- 1931 : Adsız Kitap (Livre sans titre)
- 1937 : Deniz Feneri (Phare)
- 1960 : Karacaahmet Senfonisi (Symphonie Karacaahmet)
- 1971 : Özgürlük Türküsü (Chanson de liberté)
- 1974 : Mapushanemden Şiirler (Poèmes de ma prison)
- 1975 : Sürgün Şiirleri (Poèmes d'exil)
- 1976 : Gecekondumdan Şiirler (Poèmes de ma cabane)
- 1977 : Kavga Şiirleri (Poèmes de combat)
- 1982 : Çoban Şiirleri (Poèmes de berger)
- 1989 : Nâzım’dan Meltemler (Brise de Nâzım)
- 1990 : Tuyuğlar (Tuyuğ)

### Nouvelles
- 1981 : Savaşta Çocuklar (Enfants en guerre)

### Mémoires
- 1971 : 6-7 Eylül Kasırgası (Ouragan du 6-7 septembre)
- 1984 : İkinci Dünya Savaşı’ndan Edebiyat Anıları (Souvenirs littéraires de la Seconde Guerre mondiale)
- 1989 : TKP, Aydınlar ve Anılar (TKP, Intellectuels et Mémoires)